# Emmanuel d'André
Pour les articles homonymes, voir D'André.
Emmanuel d'André, né le 14 février 1937 à Uzès, est un chef d'entreprise français. 

## Biographie
Diplômé d'HEC et de l'Institut de commerce international et titulaire d'un MBA de Stanford, il devient directeur international de Campingaz en 1966, puis directeur développement du groupe Express.
En 1971, Emmanuel d'André devient senior consultant au cabinet Arthur D. Little à Paris, puis directeur général de Laplaud International.
Il devient directeur général à partir de 1977, puis président-directeur général à partir de 1980 du Groupe 3SI.
Il est administrateur de La Mondiale, de Bosch France, membre du conseil de surveillance du Groupe Galeries Lafayette et du conseil stratégique d'Ernst & Young.
Il est cofondateur de l'Institut européen du marketing direct (IEMD).
Il est président de la commission progrès des entreprises du CNPF, membre du comité statutaire du Medef, du conseil de développement de Lille Métropole, président de la Créativallée et ancien vice-président de l'Association progrès du management (APM).
Président de la Fondation Royaumont de 1999 à 2007 et du conseil de perfectionnement de l'Institut d'études supérieures des arts (IESA), il est président régional et administrateur de la Fondation de France, ainsi qu'administrateur de Le Fresnoy - Studio national des arts contemporains, du Musée d'art moderne de Villeneuve-d'Ascq et du Fonds régional d'art contemporain.

## Donation
En 2017, le comte Emmanuel d'André fait donation d'un terrain à la commune de Campigny (Calvados),.

## Décorations
- Commandeur de l'ordre des Arts et des Lettres (2011)[4] ; officier (2006)[5].

## Publications
- Anis Bouayad, avec la participation d'Emmanuel d'André, Stratégie et métier de l'entreprise. Pourquoi et comment définir le métier de votre entreprise, éditions Dunod, coll. Progrès du management, 2000  (ISBN 978-2100051533).
- Pierre Bergé & associés, Bibliothèque gastronomique du comte Emmanuel d'André : Vente. Paris, Drouot Richelieu, salle 8, 24 et 25 avril 2006, D. Courvoisier, 2006 (ASIN B000WGR80W).